# Ammunas
Ammunas  va ser un rei hitita cap als anys 1550 aC i 1530 aC. Era fill i successor de Zidantas I. Portava el títol de Labarna. La seva dona es deia Tawanna.
El seu pare, Zidantas, no va tenir el poder gaire temps, ja que Ammunas el va destronar i possiblement el va matar. La Proclamació de Telepinus el presenta com un rei que va gestionar molt malament el seu regne, amb carestia d'aliments, amb territoris sublevats i patint derrotes en diverses guerres. Telepinus diu: "Els déus van reclamar per la sang del seu pare Zidantas. I a les seves mans, els grans, les vinyes, els bous, les ovelles no tiraven endavant. Es malmetien sota el seu regnat". Durant aquest regnat es van perdre molts territoris. Algunes regions es van sublevar contra Ammunas, com ara Adaniya i Kizzuwatna, i el primer rei independent de Kizzuwatna, Pariyawatri, pare d'Isputahsu, o potser Pilliya (un possible antecessor de Pariyawati no prou documentat) es va establir a l'antiga Adaniya. També Arzawa, un país al sud-oest del territori es va sublevar, i Pala (al nord-est d'Anatòlia) i extenses zones al sud-est. No se sap què va passar realment a Sallapa, però aquesta ciutat, Kayseri i Parduwatta, que devia estar a la vora, ja no eren territori hitita. Aquestes pèrdues de territoris segurament van ser degudes a la conquesta de Cilícia per una dinastia hurrita. De la seva crònica, coneguda només en part, resulta que va lluitar contra Sattiwara, contra la terra del riu Hulanna, i contra la ciutat de Suluki, tots al bell mig de les terres hitites. Zalpa i Purushanda van estar al costat del rei. Se sap que Tegarama es va constituir en regne amb una dinastia hurrita.
Ammunas es va lliurar de morir assassinat, però a la seva mort els crims per accedir al tron van seguir. Un fill, Huzziyas, es va proclamar rei amb el nom d'Huzziyas I, i possiblement va instigar Zuru un probable germà d'Ammunas, perquè matés a Tittiya i a Hantilis, probablement els fills més grans (legítims) d'Ammunas, ajudat pels germans bastards del nou rei, Tahurwailis, que després seria un usurpador del tron i que en aquell moment era "cap de la llança d'or" un càrrec militar de la cort, Taruhsu, Zuru i Tanowa. La filla legítima d'Ammunas, que es deia Istapariyas, es va casar amb Telepinus, que més endavant seria rei. Huzziyas va fracassar en l'intent d'assassinar Telepinus, que volia evitar la pujada al tron del marit de la filla legítima, i Telepinus va aconseguir l'accés al tron com a hereu legítim. Per això Telepinus diu: "Vaig seure al tron del meu pare", encara que realment Ammunas fos el seu sogre.